# 洛諾克鎮區 (阿肯色州洛諾克縣)
洛諾克鎮區（英語：Lonoke Township）是位於美國阿肯色州洛諾克縣的一個行政鎮區。

## 地方資料
洛諾克鎮區的面積為196.19平方千米，當中陸地面積為178.42平方千米，而水域面積為17.77平方千米。根據2010年美國人口普查的數據，當地共有人口5191人，而人口密度為每平方千米26.46人。